# Paramunna antarctica
Paramunna antarctica là một loài chân đều trong họ Paramunnidae. Loài này được Richardson miêu tả khoa học năm 1906.